# Sci-fi anime
Sci-fi anime nebo také science fiction anime je odnož samotného anime žánru. Hlavní charakteristikou je výskyt sci-fi prvku, podle tohoto lze rozdělit sci-fi anime na několik subžánrů.

## Horor
Lze se i setkat s hororovými seriály, případně filmy. Součástí často bývá mysteriózní zápletka, u které mystično ještě dodává napětí a vzrušení. Hororových anime je samozřejmě více, ale jen některá z nich lze zařadit do science fiction.

### Příklady horrorových anime seriálů
- Blue Gender

## Mecha
Mecha anime je typický prvek pro anime, zejména pro science fiction. V těchto seriálech/filmech se objevují velcí roboti ovládaní lidmi. Piloti je většinou používají jako nástroj k bojování, jako prostředek změny, prostředek pro vítězství ve válce. Velmi často děj doprovází poměrně rychlá inovace, takže modely jsou stále rychlejší, mocnější, silnější a na konci seriálu se málokdy setkáte se stejnými modely jako na jeho začátku.
Typickými představiteli tohoto sci-fi žánru jsou seriály Gundam. Mecha prvky jsou ale v Japonsku velmi populární a tak se s touto odrůdou anime setkáte v množství děl.

### Příklady mecha anime
- Gundam seriály
- Macross seriály
- Blue Gender
- Code Geass
- Neon Genesis Evangelion

## Space opera
Space opera je velmi populární žánr sci-fi anime. Jedná se o příběhy odehrávající se ve vesmíru, většinou daleko v budoucnosti, kdy lidé kolonizovali rozsáhlé končiny vesmíru, často dokonce zapomněli kde leží planeta Země.
Součástí space opery je válka a v ní bojující bitevní křižníky, často se děj odvíjí od geniálních strategií vůdců jednotlivých válčících stran. Svou charakteristikou se space opera odehrává ve velmi daleké budoucnosti, takže je zřejmé, že jednotlivé prvky vlastních anime budou zásadně odlišné. Autoři se mohou odvázat a zakomponovat do příběhů svou nejbujnější fantazii.

### Příklady Space opera anime
- Učú senkan Jamato
- Legend of the Galactic Heroes
- Macross Frontier
- Crest of the Stars, Banner of the stars
- Toward the Terra
- Heroic Age
- Starship Operators
- Kovboj Bebop

## Alternativní svět
Anime se často odehrává ve světě, který je tomu našemu na první pohled podobný, ale podstatně ho odlišují některé prvky. Nejedná se ani o budoucnost ani o minulost, jedná se o alternativní svět, ve kterém se od určité doby začaly události ubírat jiným směrem.
Samotné přemýšlení a chování hlavních postav v těchto anime je většinou shodné s tím, jak se chovají lidé v naší realitě. Nicméně alternativní svět umožňuje autorům dostat hlavní hrdiny do situací, které by v našem světě nebyly možné. Vznikají tak bizarní až pohádkové světy nebo naopak obrovská impéria snažící se ovládnout celý svět.
V některých dříve vzniklých anime se objevují události, které se později odehrály i v reálné historii, v době vzniku anime však byla tato data ještě v nedohlednu (pro anime vzniklé v roce 1987 je rok 1995 v budoucnosti). Tyto události však většinou pouze vedou k vytvoření světa v daleké budoucnosti, ve kterém se potom odehrává samotný děj. Tyto anime se také dají považovat za ty v alternativním světě, i když tak původně autor nemusel zamýšlet. Například některé Gundam seriály.

### Příklady anime odehrávajících se v alternativním světě
- Last Exile
- Code Geass
- některé Gundam seriály

## Cyber anime
Schopnosti počítačů jsou rok od roku větší, kvalitnější, razantnější. Za 20 let bude internet všude, i tam, kde si to doposud neumíme ani představit. V cyber anime se často proplétá virtuální svět internetu s reálným světem. Často dokonce takovým způsobem, že hrdinové ani neví, co je realita a co už ne.
V době, kdy technologie dovolují lidem zdokonalit své tělo implantáty v mozku či jinde na těle se objevují cyborgové, kteří nejsou ani roboty ani lidmi. To vyvolává filosofické otázky o tom, co ještě je živá bytost a co je robot. Anime tak dostává zvláštní existencialistický nádech a tím o nový rozměr vnímání celého děje.

### Příklady anime se cyber prvky
- Ghost in the Shell
- Desert Punk
- Denno Coil

## Utopie
V utopických anime se děj odehrává ve společnosti, která zdánlivě vypadá jako ideální, kde spolu lidé žijí v míru a prosperitě. Nikdy však nic není tak jednoduché a černobílé.

### Příklady utopických anime
- Appleseed
- Psycho Pass